# 砖寨营镇
砖寨营镇，是中华人民共和国河北省邯郸市临漳县下辖的一个乡镇级行政单位。

## 行政区划
砖寨营镇下辖以下地区：
前屯村、崔庄村、沙庄村、后屯村、砖寨营村、老庄村、彭村、申小屯村、都村、张柳村、东风柳村、向阳村、北章村、朝阳村、李全庄村、朴庄村、金庄村、乔庄村、前桥村、后桥村、苏村、协王村、范庙村、官村、砖寨营宋村、砖寨营羊羔屯村、东辛庄村、油房村、孙村和岗上村。

## 歷史
彭村曾有一个人工湖泊，曹操在这里操练水兵，将其命名为玄武池。后来玄武池池水枯竭，变为陆地。